# Бобслей на зимових Олімпійських іграх 1980
Змагання з бобслею на зимових Олімпійських іграх 1980 тривали з 15 до 24 лютого на Олімпійській санно-бобслейній трасі біля гори Ван Гувенберг у Лейк-Плесіді (США). Розіграно 2 комплекти нагород.

## Чемпіони та призери

### Таблиця медалей
| Місце              | Країна             | Золото | Срібло | Бронза | Загалом |
| ------------------ | ------------------ | ------ | ------ | ------ | ------- |
| 1                  | НДР                | 1      | 1      | 2      | 4       |
| 2                  | Швейцарія          | 1      | 1      | 0      | 2       |
| Загалом (2 збірні) | Загалом (2 збірні) | 2      | 2      | 2      | 6       |

### Дисципліни
| Дисципліна          | Золото                                                                             | Золото  | Срібло                                                             | Срібло  | Бронза                                                             | Бронза  |
| ------------------- | ---------------------------------------------------------------------------------- | ------- | ------------------------------------------------------------------ | ------- | ------------------------------------------------------------------ | ------- |
| Двійки (чоловіки)   | Швейцарія (SUI-2) Еріх Шерер Йозеф Бенц                                            | 4:09.36 | НДР (GDR-2) Бернгард Ґермесгаузен Ганс-Юрґен Ґергардт              | 4:10.93 | НДР (GDR-1) Майнгард Немер Богдан Мусьол                           | 4:11.08 |
| Четвірки (чоловіки) | НДР (GDR-1) Майнгард Немер Бернгард Ґермесгаузен Богдан Мусьол Ганс-Юрґен Ґергардт | 3:59.92 | Швейцарія (SUI-1) Еріх Шерер Ульріх Бехлі Рудольф Марті Йозеф Бенц | 4:00.87 | НДР (GDR-2) Горст Шенау Роланд Веціґ Детлеф Ріхтер Андреас Кірхнер | 4:00.97 |

## Країни-учасниці
У змаганнях з бобслею на Олімпійських іграх у Лейк-Плесіді взяли участь спортсмени 11-ти країн.
- Австрія (8)
- Канада (6)
- Західна Німеччина (10)
- Велика Британія (10)
- НДР (8)
- Італія (5)
- Японія (2)
- Румунія (8)
- Швейцарія (8)
- Швеція (4)
- США (9)